# Mosquiter de Timor
El mosquiter de Timor (Phylloscopus presbytes) és una espècie d'ocell de la família dels fil·loscòpids (Phylloscopidae). Es troba a Timor Oriental i Indonèsia. Els seus hàbitats principals són els boscos temperats, els boscos tropicals i subtropicals de frondoses humits de les terres baixes i de l'estatge montà, els matollars humids tropicals i subtropicals i els matollars de muntanya tropicals i subtropicals. El seu estat de conservació es considera de risc mínim.

## Taxonomia
Anteriorment el mosquiter de Flores era considerat coespecífic amb el mosquiter de Timor, però el Congrés Ornitològic Internacional (versió 12.1, gener 2022), el segmentà en base al plomatge i diferències vocals.
Així, segons la llista mundial d'ocells del Congrés Ornitològic Internacional (versió 13.2, juliol 2023) el mosquiter de Timor constaria només de la subespècie nominal (P. presbytes presbytes). Tanmateix, altres obres taxonòmiques, com el Handook of the Birds of the World i la quarta versió de la BirdLife International Checklist of the birds of the world (Desembre 2019), consideren encara el mosquiter de Flores com una subespècie més del mosquiter de Timor (P. presbytes floresianus).